# Phil Ford
Phil Jackson Ford Jr. (Rocky Mount, Carolina del Norte, 9 de febrero de 1956) es un exjugador y exentrenador de baloncesto estadounidense que jugó durante siete temporadas en la NBA. Con 1,88 metros de altura, lo hacía en el puesto de base.

## Trayectoria deportiva

### Universidad
Jugó durante 4 temporadas con los Tar Heels de la Universidad de North Carolina a las órdenes de Dean Smith, en las que promedió 18,6 puntos y 6,1 asistencias por partido. Tras su última temporada fue galardonado con el Premio John R. Wooden y con el Oscar Robertson Trophy, premio que concede anualmente la Asociación de Periodistas de Baloncesto de Estados Unidos al jugador universitario más destacado del año.

### Profesional
Fue elegido en la segunda posición del Draft de la NBA de 1978 por Kansas City Kings, donde en su primera temporada consiguió ser elegido Rookie del Año, tras promediar 15,9 puntos y 8,6 asistencias por partido. Se mantuvo dos temporadas más a buen nivel, bajando sus cifras a la mitad en su cuarta campaña con los Kings, por lo que al año siguiente fue traspasado a New Jersey Nets. No cuajó en este equipo, y después de tan solo 7 partidos fue enviado a Milwaukee Bucks, donde tampoco logró grandes cifras saliendo desde el banquillo.
Sus dos últimas temporadas como profesional transcurrieron en los Houston Rockets, donde poco a poco fue perdiendo protagonismo, jugando apenas 11 minutos por partido en su último año. Tras 7 temporadas, sus estadísticas fueron de 11,6 puntos y 6,4 asistencias por partido.

## Estadísticas de su carrera en la NBA

### Temporada regular
| Año     | Equipo      | PJ  | PT  | MPP  | %TC  | %3P  | %TL  | RPP | APP | ROB | TPP | PPP  |
| ------- | ----------- | --- | --- | ---- | ---- | ---- | ---- | --- | --- | --- | --- | ---- |
| 1978-79 | Kansas City | 79  | —   | 34.5 | .465 | —    | .813 | 2.3 | 8.6 | 2.2 | .1  | 15.9 |
| 1979-80 | Kansas City | 82  | —   | 32.0 | .462 | .174 | .818 | 2.1 | 7.4 | 1.7 | .0  | 16.2 |
| 1980-81 | Kansas City | 66  | —   | 34.7 | .478 | .306 | .831 | 1.9 | 8.8 | 1.5 | .1  | 17.5 |
| 1981-82 | Kansas City | 72  | 65  | 27.1 | .439 | .219 | .819 | 1.5 | 6.3 | .9  | .0  | 9.9  |
| 1982-83 | New Jersey  | 7   | 7   | 23.3 | .571 | .000 | .700 | 1.0 | 5.4 | .9  | .0  | 6.7  |
| 1982-83 | Milwaukee   | 70  | 56  | 20.7 | .471 | .125 | .796 | 1.4 | 3.6 | .7  | .0  | 6.8  |
| 1983-84 | Houston     | 81  | 55  | 24.9 | .502 | .133 | .838 | 1.7 | 5.1 | .7  | .1  | 7.1  |
| 1984-85 | Houston     | 25  | 1   | 11.6 | .298 | .000 | .889 | 1.1 | 2.4 | .2  | .0  | 1.8  |
| Total   | Total       | 482 | 184 | 28.0 | .467 | .210 | .820 | 1.8 | 6.4 | 1.2 | .1  | 11.6 |

### Playoffs
| Año   | Equipo      | PJ | PT | MPP  | %TC  | %3P  | %TL   | RPP | APP | ROB | TPP | PPP  |
| ----- | ----------- | -- | -- | ---- | ---- | ---- | ----- | --- | --- | --- | --- | ---- |
| 1979  | Kansas City | 8  | —  | 28.6 | .263 | —    | .563  | 2.4 | 5.8 | 2.4 | .0  | 7.8  |
| 1980  | Kansas City | 3  | —  | 36.7 | .465 | .750 | .818  | 2.0 | 8.7 | 1.7 | .0  | 17.3 |
| 1981  | Kansas City | 5  | —  | 31.6 | .429 | .000 | .692  | 1.6 | 5.8 | 1.0 | .0  | 7.8  |
| 1983  | Milwaukee   | 2  | —  | 2.5  | .000 | —    | 1.000 | .0  | .5  | .0  | .0  | 3.0  |
| Total | Total       | 15 | —  | 27.7 | .365 | .600 | .717  | 1.7 | 5.7 | 1.5 | .0  | 9.1  |

## Vida posterior
En 1988 regresó a la Universidad de North Carolina para ser entrenador asistente del equipo, trabajo que desempeñó hasta la temporada 1999-2000. En esa época fue arrestado dos veces en un periodo de tres años por conducir bajo los efectos del alcohol.
Fue incluido en el Salón de la Fama del Deporte de Carolina del Norte en 1991. 
Fue, durante un breve período, asistente de Isiah Thomas en el banquillo de los New York Knicks, puesto que desempeñó también en Charlotte Bobcats hasta 2007.
Desde 2014 se hizo cargo de entrenar a los ACC Barnstormers, un equipo de exhibición formado por exjugadores de los North Carolina Tar Heels, Wake Forest Demon Deacons, Duke Blue Devils y NC State Wolfpack que disputa partidos amistosos durante los meses de primavera y verano.